# Vatiás
Vatiás, en grec moderne : Βατιάς, est un village du dème de Triphylie, district régional de Messénie, en Grèce.
Selon le recensement de 2011, la population du village compte treize habitants.